# Aneurin Bevan

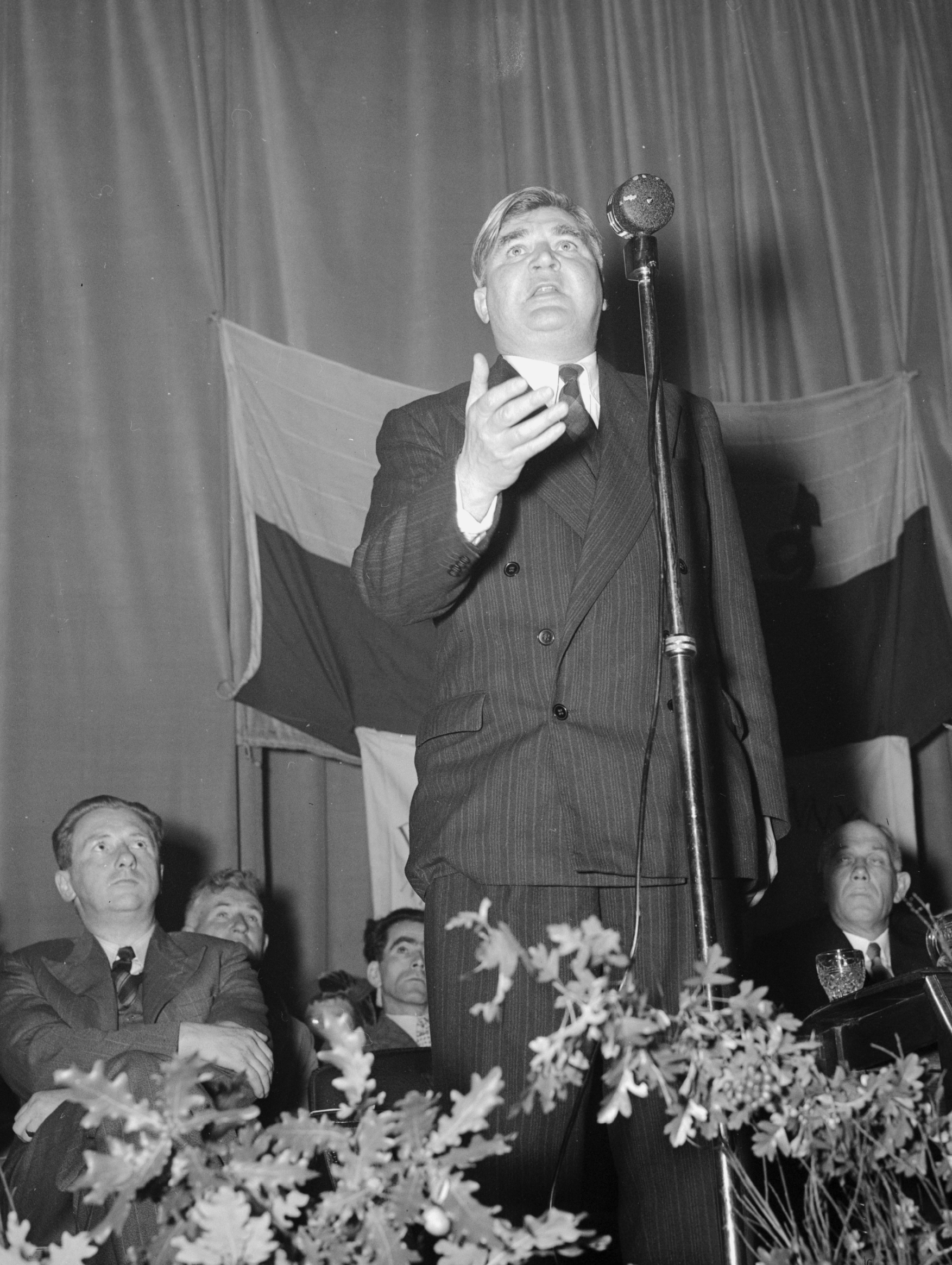
Aneurin Bevan, 1952

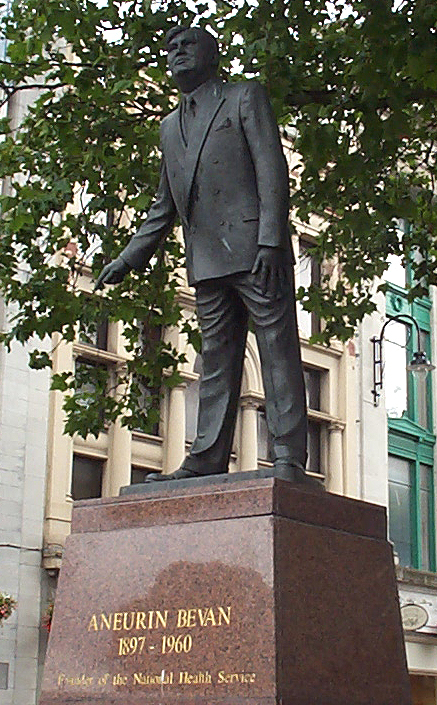
Statue Bevans in Cardiff, von Robert Thomas

Aneurin Bevan, besser bekannt als Nye Bevan, (* 15. November 1897 in Tredegar, Monmouthshire, Wales; † 6. Juli 1960 in London) war ein britischer Politiker der walisischen Labour Party. Er setzte als Minister den britischen National Health Service durch.

## Herkunft
Aneurin Bevan stammte aus einer Bergarbeiterfamilie in Wales. Sein Vater als Baptist, seine Mutter als Methodistin gehörten von der Anglikanischen Staatskirche abweichenden Religionsgemeinschaften an. Er war in seiner Jugend Mitglied der Liberal Party. Inspiriert durch die sozialistischen Schriften Robert Blatchfords trat er jedoch aus der Partei aus und wurde Mitglied der Independent Labour Party. Er gehörte ab den 1930er Jahren zu den wenigen dauerhaft im Parlament vertretenen Labourabgeordneten. 1930 sympathisierte er mit dem New Party Manifest von Oswald Mosley. Der spätere Faschistenführer gehörte damals noch zum Labourumfeld und hatte damals für eine Parteineugründung argumentiert. 1939 wurde Bevan wegen seiner Volksfrontsympathien kurzfristig aus der Labourpartei ausgeschlossen.
1934 heiratete er die schottische Unterhausabgeordnete Jennie Lee.

## Abgeordneter und Minister
Im Zweiten Weltkrieg wurde eine Rede Bevans im Unterhaus berühmt, bei der er eine Niederlage von Feldmarschall Claude Auchinleck im Afrikakrieg mit der britischen Klassengesellschaft verknüpfte. Bevan warf dem britischen Militär vor, militärische Begabungen wie den Spanienkämpfer Michael Dunbar, der am Ebro als Stabsoffizier der republikanischen Truppen 150.000 Mann befehligt hatte, nur als Unteroffizier einzusetzen; jedermann wüsste, dass der (ebenso nichtadelige) deutsche General Rommel als Brite ebenso nicht über den Status eines Unteroffiziers hinausgekommen wäre.
Als die Labour Party 1945 die Regierung bildete, wurde er Minister für Gesundheit und Wohnungsbau. Angesichts der Kriegszerstörungen hatte damit das jüngste Mitglied des Kabinetts Attlee die schwierigsten Aufgaben. Das am 5. Juli 1948 beschlossene Gesetz über den National Health Service, welches den britischen Bürgern eine steuerfinanzierte medizinische Grundversorgung garantiert, ist ihm zuzuschreiben. Er hatte sich dabei in jahrelangem Streit gegen Kritiker aus unterschiedlichsten Lagern durchgesetzt; nicht nur bürgerliche Kreise, sondern auch der linksliberale Guardian lehnte das Projekt scharf ab und forderte mit Vehemenz seinen Rücktritt. Bevan lehnte die britische Wiederaufrüstung nach dem Krieg ab und trat deswegen auch aus der Regierung aus. Als Bevanites wurden in der Folge Angehörige des linken Flügels der Labour Party bezeichnet. Seine Anhänger distanzierten sich teilweise von ihm, als er nach 1957 seine Opposition gegenüber der britischen Atomrüstung aufgab.

## Erbe
Bevan war für seine verbalen Ausfälle bekannt. So bezeichnete er 1948 Angehörige der Torys als „vermin“ (Ungeziefer). Dieser Ausspruch führte zur Gründung des Vermin Clubs, einer Gruppe von engagierten Wahlkämpfern aus einfachen Verhältnissen innerhalb der Tories, der unter anderen später Margaret Thatcher beitrat.
Bevan gilt aufgrund seiner charismatischen Persönlichkeit, seiner Verdienste um den Wohlfahrtsstaat und seiner Verwurzelung in Wales dort nach wie vor als Volksheld und wurde noch 2004 als erster auf die Liste der 100 bedeutendsten Persönlichkeiten von Wales (100 Welsh Heroes) gewählt.